# Gare de Bauvin - Provin
Gare de Bauvin - Provin vasútállomás Franciaországban, Bauvin településen.

## Vasútvonalak
Az állomást az alábbi vasútvonalak érintik:
- Lens-Don-Sainghin-vasútvonal

## Kapcsolódó állomások
A vasútállomáshoz az alábbi állomások vannak a legközelebb:
- Gare de Don - Sainghin
- Gare de Meurchin